# Alzira Futbol Sala
L'Alzira Futbol Sala és un club esportiu de futbol sala fundat el 1985 a Alzira.